# Holopogon phaeonotus
Holopogon phaeonotus är en tvåvingeart som beskrevs av Friedrich Hermann Loew 1874. Holopogon phaeonotus ingår i släktet Holopogon och familjen rovflugor. Inga underarter finns listade i Catalogue of Life.